# Krása nesmírná
Krása nesmírná je hudební album skupiny Vypsaná fiXa, které bylo nahráno v lednu 2005.

## Seznam skladeb
1. Tančírna
2. Komik lobotomik
3. V Targa Florio
4. Snídaně z elektřiny
5. Mažoretka
6. Odraz slunce v karaoke
7. Robinson
8. Krása nesmírná
9. Francouzka zpívá chanson
10. Ve sladký ulici
11. Jak bubnuje Charlie?
12. Krabice
13. Východoněmecká kapela
14. Samurajské meče
15. Meloun
16. Iluze

## Hosté
- Adam Karlík – housle
- Jiří Mach – kytara

## Hudba
- Vypsaná fiXa

## Texty
- Márdi